# デイドリーム (マライア・キャリーのアルバム)
| 専門評論家によるレビュー           | 専門評論家によるレビュー |
| レビュー・スコア                   | レビュー・スコア         |
| 出典                               | 評価                     |
| ---------------------------------- | ------------------------ |
| About.com                          | [ 1 ]                    |
| オールミュージック                 | [ 2 ]                    |
| エンターテインメント・ウィークリー | B                        |
| ローリング・ストーン               | [ 4 ]                    |
| ニューヨーク・タイムズ             | (Positive)               |
| ピープル                           | (Positive)               |

『デイドリーム』(Daydream) は、1995年に発売されたマライア・キャリーの5枚目のスタジオ・アルバム。

## 解説
今までのアルバムよりもR&Bやヒップホップ色が強い作品となったが、これはマライア自身が決めたことであり、レコード会社は前々からヒップホップ・アーティストやラッパーをマライアから遠ざけたがっていた。しかし、このマライアとレーベルとの間で対立があったにもかかわらず、多くの批評家はこのアルバムを絶賛した。
全米のアルバムチャートBillboard 200では6週連続首位、81週チャート入りした。また、3,200万枚を売り上げた前作の『ミュージック･ボックス』に続き、アメリカ国内だけで1,000万枚のセールスを売上げ、ダイヤモンド・アルバムとなった。世界規模では2,500万枚を売り上げた。2001年時点で、日本では240万枚を売り上げている。
このアルバムからのシングル「ファンタジー」は、日本では日本盤シングルCDが1枚490円で販売された（当時日本において一般的なシングルCDの価格は1枚1000円程度であった）。これは円高の影響で値下げ傾向にあった輸入盤CDなどへの対抗策である。
2作目のシングルの「ワン・スウィート・デイ」はボーイズIIメンとデュエットし、2曲連続初登場1位という史上初の快挙も成し遂げた。また、ビルボードHot 100では16週間１位を獲得し、ギネス記録に認定された。
3作目のシングルの「オールウェイズ・ビー・マイ・ベイビー」も2週間1位をとり、1996年に最もラジオで流れた曲となり、大ヒットを記録した。このアルバムからのシングル曲3曲が1位を獲得し、1枚のアルバムからのシングルのみで25週以上全米チャート1位を記録した。この記録を達成した女性アーティストはマライアのみである。
本作品は、ソニーのSBM（スーパー・ビット・マッピング）録音が採用されており、既存のCDプレイヤーにて高音質再生が可能であるが、PRO pixy ESPRITなどのSBM対応機種では、20ビット相当の分解能で再生することができる。

## 収録曲
| #   | タイトル                                                    | 作詞 | 作曲・編曲 |
| --- | ----------------------------------------------------------- | ---- | ---------- |
| 1.  | 「ファンタジー」(Fantasy)                                   |      |            |
| 2.  | 「アンダーニース・ザ・スターズ」(Underneath The Stars)      |      |            |
| 3.  | 「ワン・スウィート・デイ」(One Sweet Day)                   |      |            |
| 4.  | 「オープン・アームズ」(Open Arms)                           |      |            |
| 5.  | 「オールウェイズ・ビー・マイ・ベイビー」(Always Be My Baby) |      |            |
| 6.  | 「アイ・アム・フリー」(I Am Free)                           |      |            |
| 7.  | 「ホエン・アイ・ソー・ユー」(When I Saw You)                |      |            |
| 8.  | 「ロング・アゴー」(Long Ago)                                |      |            |
| 9.  | 「メルト・アウェイ」(Melt Away)                             |      |            |
| 10. | 「フォーエバー」(Forever)                                   |      |            |
| 11. | 「デイドリーム・インタールード」(Daydream Interlude)        |      |            |
| 12. | 「ルッキング・イン」(Looking In)                            |      |            |

| #   | タイトル                                                           | 作詞 | 作曲・編曲 |
| --- | ------------------------------------------------------------------ | ---- | ---------- |
| 13. | 「ファンタジー（デフ・クラブ・ミックス）」(Fantasy (Def Club Mix)) |      |            |

## チャート成績
| チャート（1995年）               | 最高順位 |
| -------------------------------- | -------- |
| アメリカ（Billboard Hot 100）    | 1        |
| イギリス（全英アルバムチャート） | 1        |